# N'Dali
N'Dali är en kommun i departementet Borgou i Benin. Kommunen har en yta på 3 748 km2, och den hade 113 604 invånare år 2013.